# C-602
Il C-602, anche noto come YJ-62, è un missile antinave subsonico cinese che può essere impiegato anche come missile da crociera per colpire obiettivi terrestri.

## Sviluppo
Derivato dal C-201, il C-602 fece il suo esordio pubblico in Cina alla fine del 2006 durante il sesto salone aeronautico Zhuhai, sebbene il nome sia apparso la prima volta nel 2005. Il missile è impiegato, a quanto riferito dalle fonti ufficiali, sui cacciatorpediniere Type 052C della Zhōngguó Rénmín Jiěfàngjūn Hǎijūn cinese. Viene designato YJ-62, con YJ sigla per Ying Ji (attacco d'aquila).

## Tecnica
Il missile ha un raggio d'azione maggiore di 400 chilometri, sebbene il dato esatto sia incerto. La versione da esportazione ha una portata limitata a 280 chilometri per ottemperare alle regolamentazioni  internazionali sulla compravendita di armi e che limitano il raggio di azione massimo per queste armi al di sotto dei 300 chilometri. La velocità massima del missile è maggiore di Mach 0,9, ma viene ridotta grandemente durante il sorvolo di terreno accidentato nel caso di impiego contro bersagli terrestri. Il missile può essere lanciato con mare forza 6. Durante il volo di crociera su terra, il missile può abbassarsi fino a volare a 30 metri di quota, mentre sul mare può percorrere la sua traiettoria mantenendosi a 10 metri sopra la superficie dell'acqua. Nella fase di attacco finale contro le navi, la quota può essere ulteriormente ridotta fino a 7 metri.
La propulsione durante il volo di crociera è fornita da un motore di aereo a turbogetto al quale è accoppiato un booster a propellente solido dal peso di circa 200 chilogrammi.